# Kristalprijs
De Kristalprijs was de prijs die in de periode 2010-2023 jaarlijks door het ministerie van Economische Zaken en Klimaat (EZK) en de Koninklijke Nederlandse Beroepsorganisatie van Accountants (NBA) uitgereikt werd. De prijs diende ter erkenning aan bedrijven die zich hard maken voor transparante maatschappelijke verslaglegging (MVO) én die andere bedrijven de kans geeft om van winnaars en goede voorbeelden te leren. De invoering van de nieuwe Europese duurzaamheidsrichtlijn CSRD maakte het instrument gebruik van de transparantiebenchmark en de Kristalprijs overbodig volgens het ministerie van Economische Zaken en Klimaat (EZK).
Er was een apart selectie en nominatie proces voor even jaren en oneven jaren. In een oneven jaar werd de Transparantiebenchmark gehanteerd en werd met 20 criteria de voornaamste eerste selectie van genomineerden bepaald.

## Winnaars

### AEX Beursgenoteerde bedrijven
- 2010: Koninklijke KPN NV
- 2011: Koninklijke DSM NV
- 2012: Koninklijke DSM NV
- 2013: Koninklijke Philips NV
- 2014: Nederlandse Spoorwegen NV
- 2015: AkzoNobel NV
- 2016: Alliander NV
- 2017: Royal BAM Group NV
- 2018: PLUS en Koninklijke Philips NV
- 2019: Royal Schiphol Group NV
- 2020: (niet uitgereikt)
- 2021: Koninklijke Philips NV
- 2022: ABN AMRO NV
- 2023 Alliander NV[5]

Bijgewerkt tot en met 24 januari 2024.

### MKB en kleinbedrijf
- 2010: Drukkerij OBT
- 2011: Mondial Movers BV
- 2012: Mondial Movers BV

Bijgewerkt tot en met 24 januari 2024.